# Iva (nome)
Iva  è un nome proprio di persona italiano femminile.

## Varianti
- Femminili:
  - Alterati: Ivetta
- Maschili: Ivo

### Varianti in altre lingue
- Bulgaro: Ивет (Ivet)[1]
- Ceco: Iveta[1]
- Francese: Yvette[1]
- Inglese: Yvette[1], Evette[1]
- Slovacco: Iveta[1]
- Spagnolo: Ivette[1]

## Origine e diffusione

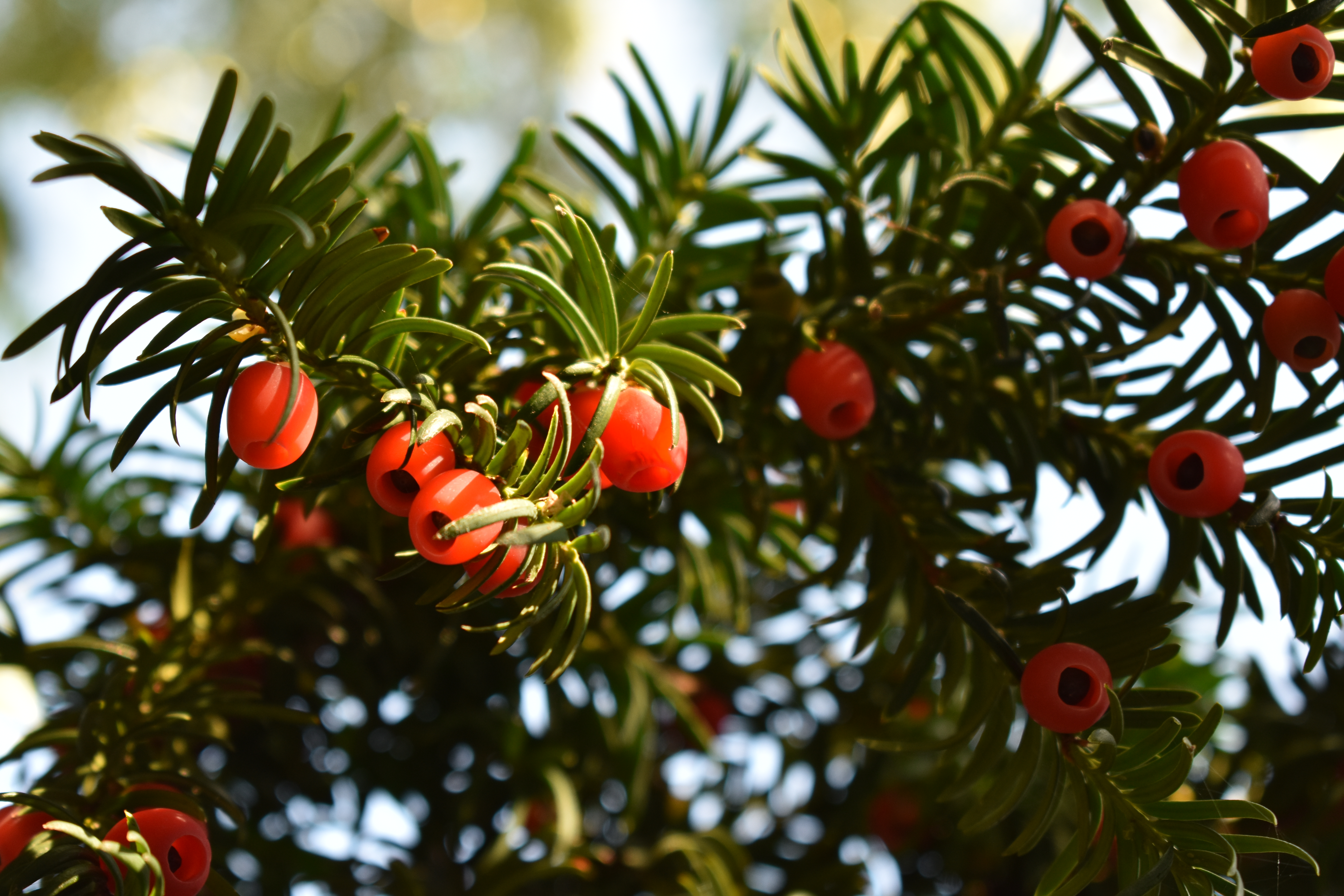
Ramo e arilli di Taxus baccata

Si tratta della forma femminile di Ivo, derivante dal termine germanico iv col significato di "[albero di] tasso". Le varianti sopra citate sono derivate da Yvette, una forma femminile analoga relativa al francese Yves; origine simile (dal diminutivo francese maschile Yvon) ha anche il nome Yvonne.
Va notato che Iva coincide anche con Ива (Iva), ipocoristico slavo di Ivana.

## Onomastico
L'onomastico si può festeggiare il 13 gennaio in memoria di sant'Ivetta di Huy, vedova. Alternativamente, si può festeggiare anche lo stesso giorno della forma maschile Ivo.

## Persone
- Iva Ciglar, cestista croata
- Iva Majoli, tennista croata
- Iva Pacetti, soprano italiano

Iva Zanicchi

- Iva Perovanović, cestista montenegrina
- Iva Roglić, cestista serba
- Iva Slišković, cestista croata
- Iva Zanicchi, cantante, conduttrice televisiva e politica italiana

### Variante Iveta
- Iveta Benešová, tennista ceca
- Iveta Bieliková, cestista slovacca
- Iveta Lutovská, modella ceca

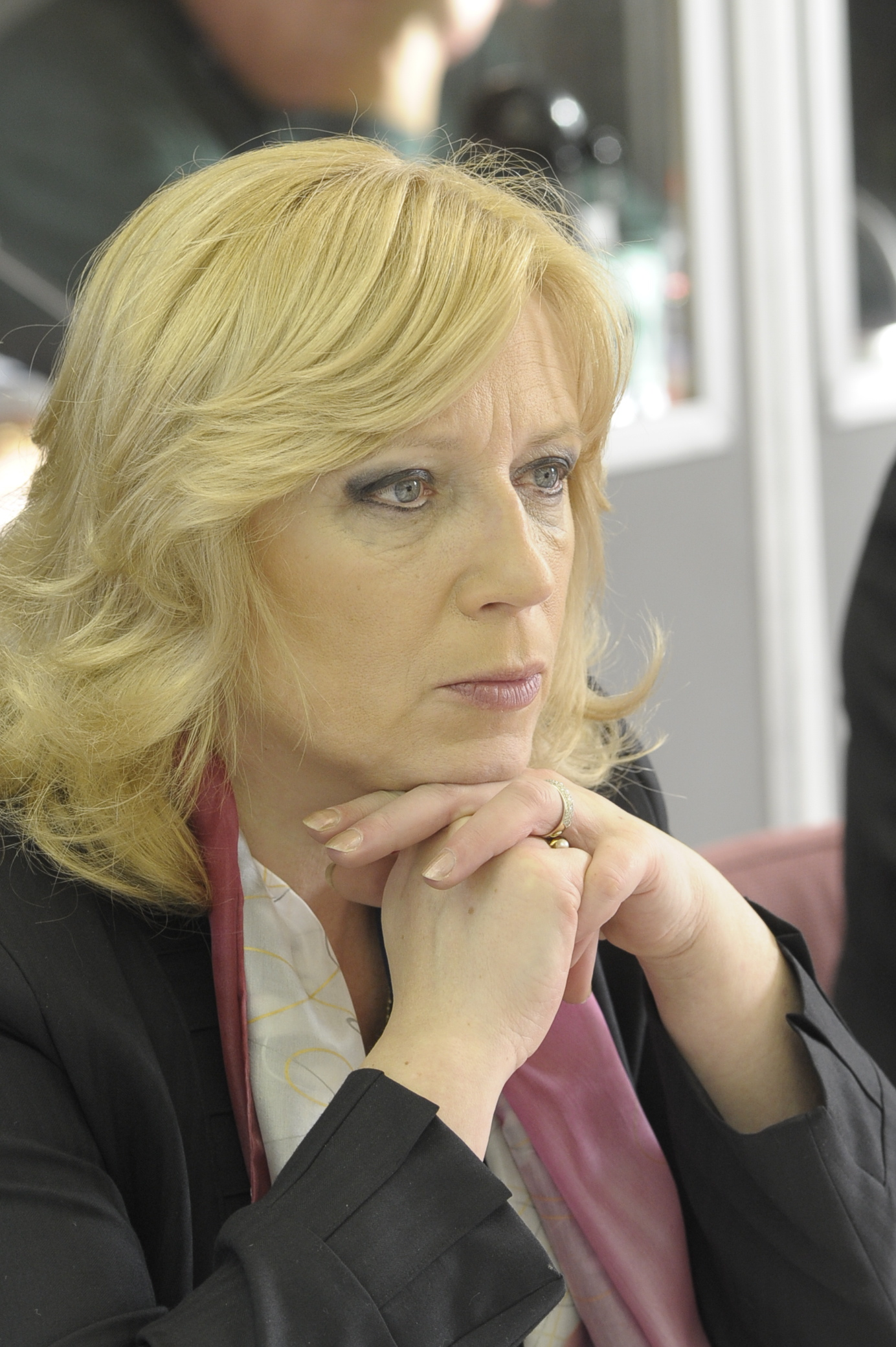
Iveta Radičová

- Iveta Marčauskaitė, cestista lituana
- Iveta Radičová, politica slovacca

### Variante Yvette
- Yvette Andréyor, attrice francese

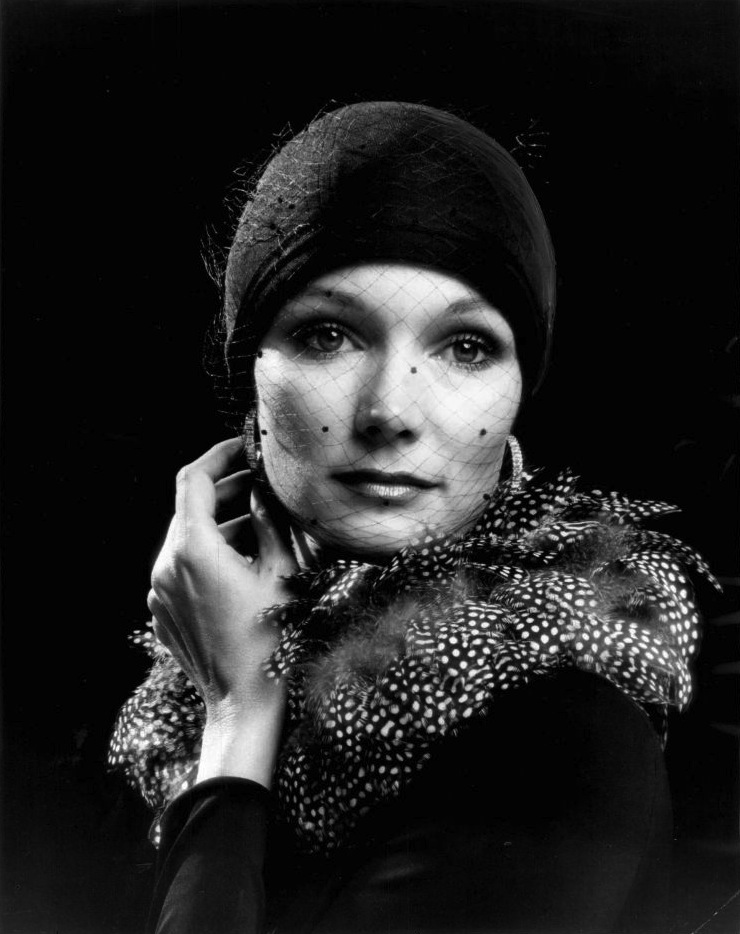
Yvette Mimieux

- Yvette Baker, orientista britannica
- Yvette Clarke, politica statunitense
- Yvette Freeman, attrice statunitense
- Yvette Guilbert, cantante e attrice francese
- Yvette Higgins, pallanuotista australiana
- Yvette Labrousse, vero nome di Begum Om Habibeh Aga Khan, modella francese
- Yvette Mimieux, attrice statunitense
- Yvette Williams, atleta neozelandese

### Altre varianti
- Ivetta di Betania, figlia di Baldovino II di Gerusalemme
- Ivet Lalova, atleta bulgara
- Ivete Sangalo, cantante brasiliana

## Il nome nelle arti
- Yvette è un personaggio del film del 1923 Die Flamme, diretto da Ernst Lubitsch.
- Yvette è un personaggio del film del 1962 Questa è la mia vita, diretto da Jean-Luc Godard.
- Yvette è un personaggio del film del 1976 Gli occhi azzurri della bambola rotta, diretto da Carlos Aured.
- Monet Yvette Clarisse Maria Therese St. Croix, più nota come M, è un personaggio dei fumetti Marvel Comics.